# Dorpskerk (Leimuiden)
Dorpskerk is een Nederlands kerkgebouw aan de Dorpsstraat 49 in het Zuid-Hollandse Leimuiden, gemeente Kaag en Braassem. De bakstenen zaalkerk met spitsboogvensters heeft een grotendeels ingebouwde toren waarop een houten achtkant met naaldspitsje.

## Geschiedenis
Vanaf de 11e eeuw (mogelijk 1063) heeft aan de Dorpsstraat in Leimuiden altijd een kapel of kerk gestaan. De Romaanse middeleeuwse toren heeft tot eind 18e eeuw dienst gedaan. In 1555 werd naast de toren een laat gotische kerk gebouwd. In 1578 ging de parochiekerk over naar de reformatie.
Rond 1800 zijn zowel kerk als toren afgebroken. De huidige dorpskerk werd op 17 september 1806 in gebruik genomen nadat deze was ingewijd door Ds. Wiardus Wiardi.
In 1943 werd de klok door de Duitsers gevorderd. In 1947 werd een nieuwe klok besteld bij klokkengieterij Petit en Fritsen in Aarle-Rixtel.
Sinds 1972 staat het gebouw ingeschreven als rijksmonument ingeschreven in het monumentenregister. In 2008 fuseerde deze kerk met de gereformeerde kerk.
In 2012 werd de kerk gerestaureerd. Om verzakking tegen te gaan moest de vloer geheel onderheid worden. De grafzerken zijn daarbij herschikt. Een nieuwe kleurstelling is aangebracht uitgaande van de historische kleuren van het gewelf.

## Interieur
In de kerk bevinden zich een preekstoel (1806) en twee herenbanken uit de bouwtijd van de kerk; een orgelkas met beelden uit eind 18e eeuw, een grote en vier kleine koperen kronen uit wellicht 18e eeuw, een psalmbordje uit de bouwtijd en enkele grafzerken uit de 17e eeuw (uit de vorige kerk uit 1555).
In het gebouw staat verder een knipscheerorgel uit 1866. Tussen 1805 en 1866 was er
hoogstwaarschijnlijk geen een orgel in de kerk. In de loop der tijden is het instrument diverse malen aangepast aan de huidige mode.

## Foto's

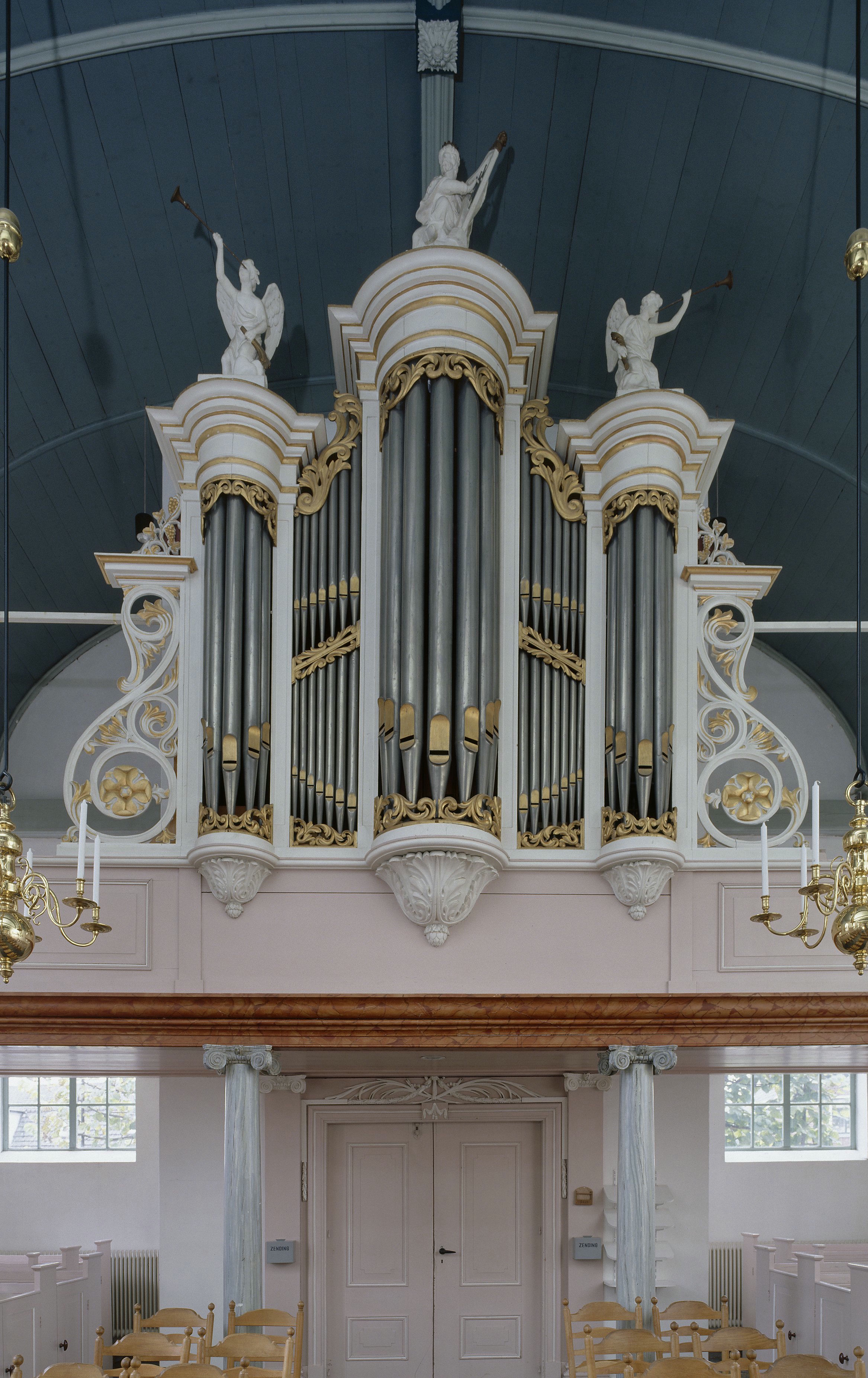
Orgel
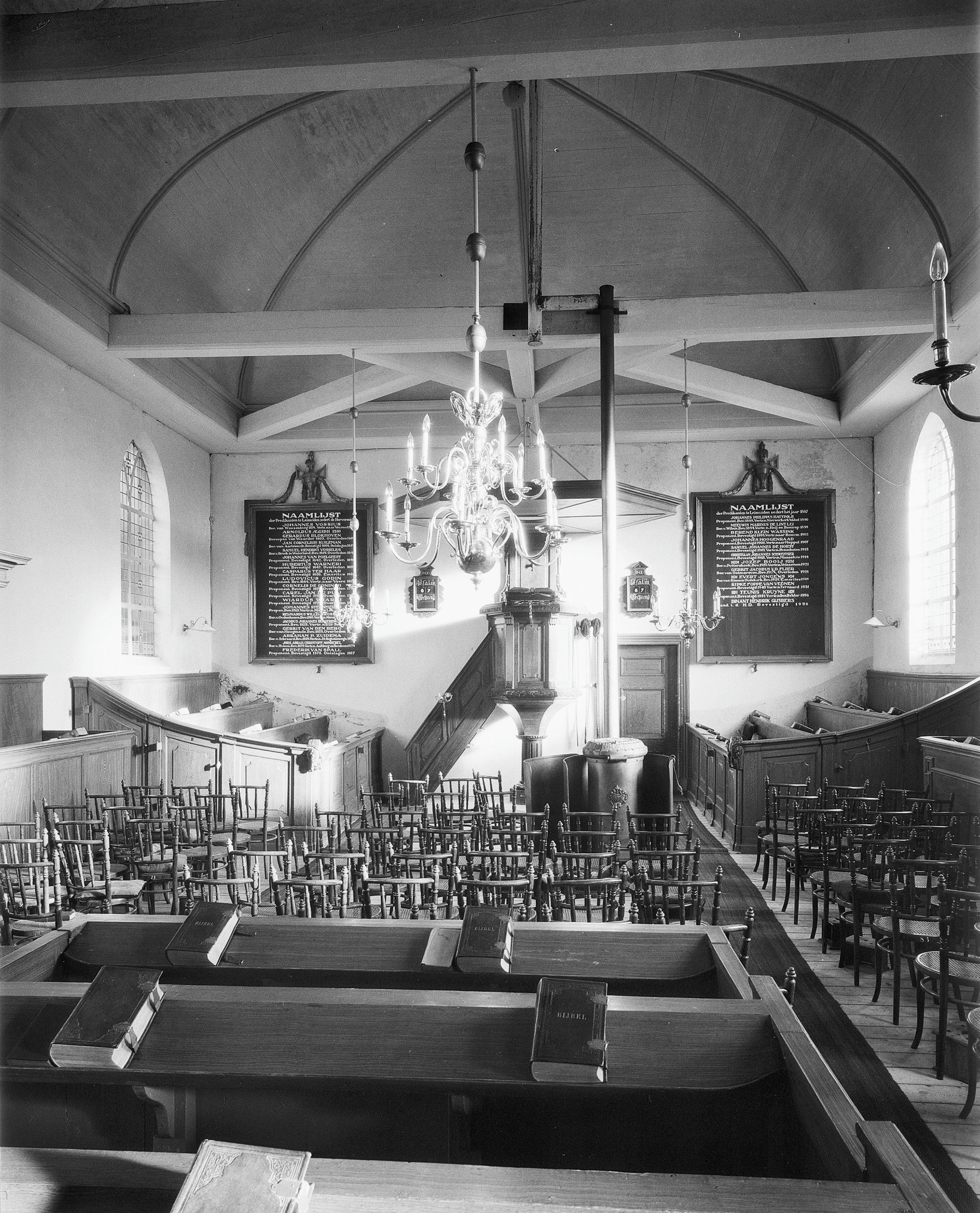
Interieur
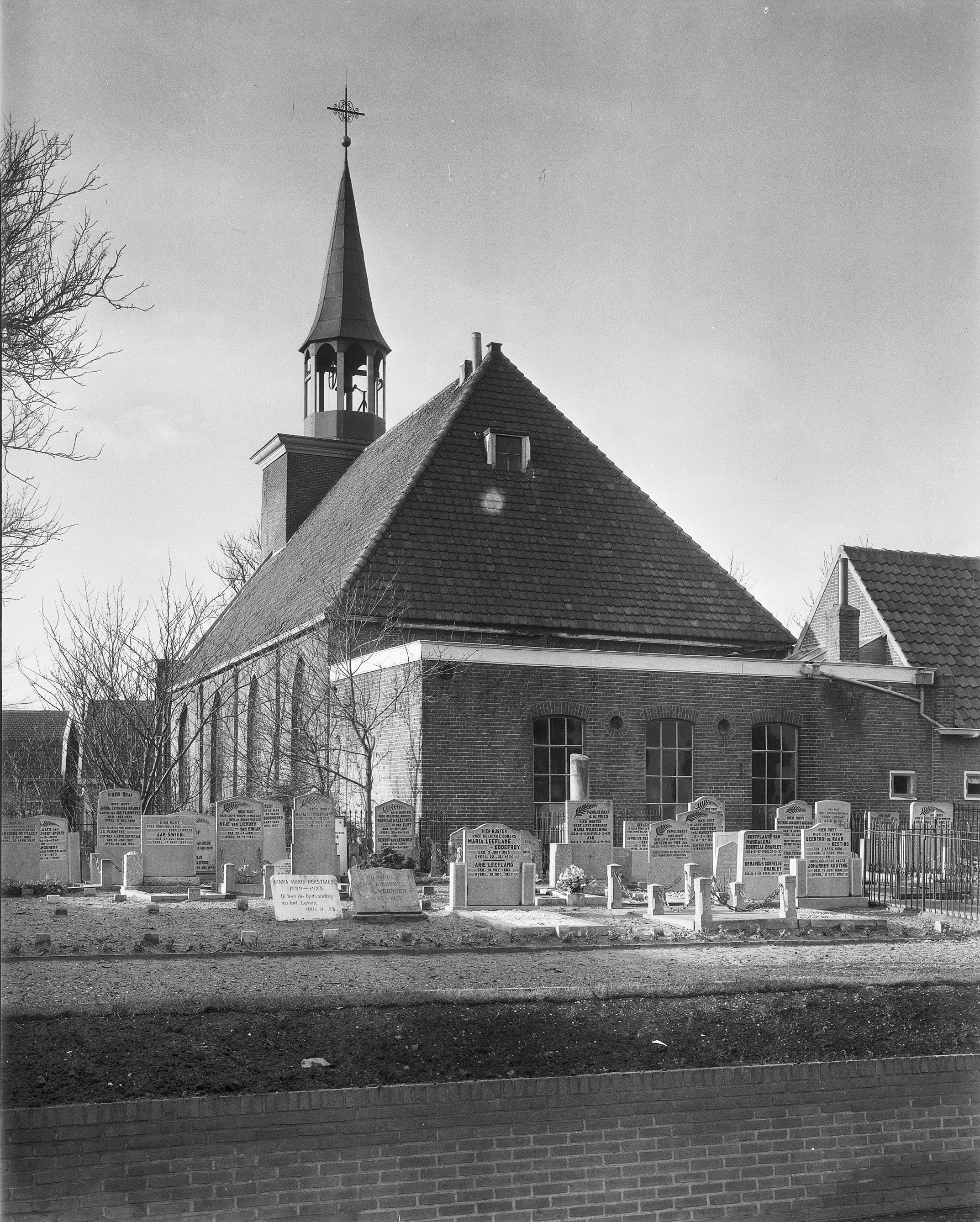
Kerkhof